# میکائیل لاندرو
میکائیل لاندرو (فرانسوی: Mickaël Landreau‎؛ زادهٔ ۱۴ مهٔ ۱۹۷۹) یک بازیکن فوتبال اهل فرانسه است.
وی همچنین در تیم ملی فوتبال فرانسه بازی کرده‌است.